# Фрост, Андрей Владимирович
Андрей Владимирович Фрост (21 сентября 1906, Орёл — 4 августа 1952, Баку) — выдающийся советский физико-химик, доктор химический наук, профессор (с 1940 г.), заведовал кафедрой физической химии МГУ имени М. В. Ломоносова (1942—1952). Создатель одной из крупнейших школ физической химии в СССР.

## Биография
Родился 8 (21) сентября 1906 в городе Орёл. Начал работать с 13 лет препаратором на заводе медицинских препаратов в г. Орле, затем лаборантом в губернской лаборатории Совета Народного Хозяйства. Одновременно учился на рабфаке, который закончил экстерном в 1922. После того, как получил документ, эквивалентный аттестату средней школы, переехал в Москву, где поступил на отделении химии МГУ, которое окончил в 1927 году.
В студенческие годы интересовался наукой, в частности аналитической и физической химией, в связи с чем помимо учёбы А. В. Фрост занимался наукой в Институте чистых химических реактивов. Его первым учителем был А. В. Раковский, вместе с ним он изучал методы получения химически чистого диэтилового эфира, а также определения в зависимости от температуры и концентрации удельной плотности спиртовых растворов. По мнению А. В. Раковского и Е. С. Прежвальского, А. В. Фрост в эти годы зарекомендовал себя в качестве неординарного и целеустремленного экспериментатора.
В 1928 году переехал из Москвы в Ленинград, где устроился в Государственный Институт прикладной химии в лабораторию высоких давлений. В должности старшего химика возглавлял один из секторов института вплоть до 1936 года. Так же в Ленинграде начал активно преподавать и с 1929 года читал курс лекций по термодинамике и физической химии в Ленинградском государственном университете (ЛГУ) и Ленинградском технологическом институте (ЛТУ).
В 1936 году государственная комиссия присвоила А. В. Фросту степень доктора химических наук без защиты докторской диссертации, а в 1940 году — звание профессора.
В 1936 году возглавил лабораторию Ленинградского завода «Химгаз». Начиная с этого момента активно работал в направлении модернизации и усовершенствования технологии нефтехимической переработки. Также А. В. Фрост продолжал свою работу в Институте горючих ископаемых Академии Наук СССР. Общим направлением деятельности учёного в этот период времени были содействие развитию советской нефтехимической промышленности, в первую очередь в Азербайджанской ССР, проектирование промышленных нефтехимических установок.
В 1941 году переехал в Москву, где продолжил заниматься научными исследованиями в Институте горючих ископаемых и институте нефти Академии Наук СССР. С 1942 заведовал кафедрой физической химии, а также руководил кафедрой кинетики и катализа в Институте нефти и газа РАН.
В 1946 - 1947 годах - профессор кафедры физической химии Московского химико-технологического института им. Д. И. Менделеева (по совместительству). 

## Научная деятельность
В конце 1920 годов А. В. Фрост активно занимался исследованиями фосфора. Ввиду необходимости создания современной технологии производства фосфорный кислоты в промышленном масштабе, А. В. Фрост исследовал условия окисления фосфора и его производных (например, фосфина, солей фосфония) водой в зависимости от давления и температуры. Впоследствии научные интересы учёного претерпели изменения. Выделяют два основных направления научных интересов А. В. Фроста:
1. Создание математического аппарата кинетики гетерогенных катализируемых реакций в потоке вещества. Результатом этого направления являются именные уравнение Фроста для реакций первого порядка в интегрально-проточном реакторе и Фроста-Динцеса для каталитических процессов, которые осложнены эффектами самоторможения.
2. Теоретическое обоснование происхождение нефти и различие её химического состава при формировании из кислородосодержащих органических веществ.
Первые исследования в новой области А. В. Фрост начал в 1930 году с изучения физической термодинамики реакций органической химии. В это время проводились исследования равновесия превращений таких реакций, как гидратация и дегидратация различных типов алкенов, аренов, изомеризация высших алифатических парафинов. Так же впервые был зафиксирован и теоретический рассмотрен эффект торможения распада алифатических углеводородов этиленовыми углеводами. Теоретическое объяснение А. В. Фроста заключалось в возможности дезактивации свободных радикалов предельных алканов этиленовыми углеводородами в результате образования устойчивых комплексов. Ввиду того, что непредельные углеводороды являются одним из продуктов реакции крекинга, открытое является важным для нефтяной промышленности.
С помощью спектроскопических методов А. В. Фрост провёл экспериментальные работы по определению теплот гидратации этилена, предельных алифатических алкенов, получения различных предельных спиртов.
А. В. Фрост активно исследовал палладиевые катализаторы для гидратации бензола и толуола при различных давлениях. В ходе этой работы был установлен механизм реакции: водород растворяется в металлическом палладии и реагирует с адсорбированными на поверхности молекулами бензола. Поскольку исследования были посвящены определению механизма более сложных реакций на различных смешанных катализаторах, помимо палладия А. В. Фрост активно изучал различные неметаллические катализаторы, такие как оксиды алюминия, хрома (III) и кремния (IV). А. В. Фрост совместно с А. В. Николаевым совместно изучали процесс дециклизации циклогексана на сульфидных катализаторах.
Вместе со своими коллегами А. Ф. Николаевой, А. А. Михновским изучал каталитическую природу силикатов, что позволило им открыть необычную природу этих катализаторов — диспропорционирование алифатических углеводородов. В отличие от металлического катализа, характеризующегося необратимостью при распределении водорода в молекуле, новый вид катализаторов позволяет получать бензин высокого качества. Эти исследования были первыми в своём роде в СССР и за рубежом.
Опубликовано более 180 работ, в том числе несколько обзоров и монографий по статистическим и термодинамическим методам расчёта химических равновесий.

## Преподавание
А. В. Фрост активно занимался не только научной, но и преподавательской деятельностью. Будучи руководителем кафедры физической химии МГУ, он уделял много внимания подготовке новых научных кадров, проведению производственной практики студентов на химических предприятиях. Так, под его руководством более 20 человек защитили кандидатские и докторские диссертации.
Основной заслугой А. В. Фроста является создание крупнейшей школы физхимии в СССР, к числу его учеников относят академика РАН А. М. Грязнова, проф. К. В. Топчиеву, Т. В. Антипину и др.

## Конец жизни
К концу своей жизни А. В. Фрост активно работал в области теоретического объяснения происхождения нефти, что позволило объяснить различие химического состава различных сортов нефти . Эти исследования особенно важны для нефтеперерабатывающей промышленности, а также для геологических работ.
Скончался в 1952 году в Баку во время командировки.
Похоронен на 15 участке Ваганьковского кладбища.
Награждён орденом Трудового Красного Знамени и медалями.

## Интересные факты
На заседаний, посвящённому достижениям современной отечественной науки, Н. Д. Зелинский отметил, что успехи в отечественной органической химии были достигнуты благодаря работам Фаворского, Чичибанина, Несмеянова, а в области физической химии — благодаря лишь одному учёному — Фросту.

## Сочинения
- Труды по кинетике и катализу, М., 1956.